# Estádio Municipal de Atletismo de Elvas
O Estádio Municipal de Atletismo foi construído de raiz, alargando a zona desportiva elvense e para dar resposta a outras modalidades. O complexo com boas condições que incluem um campo de râguebi de relvado natural, além da pista de atletismo em tartan. Dispõe de bancadas e balneários.

## Características
Com um custo de quatro milhões e meio de euros e concluído em Setembro de 2001, este equipamento constituiu um dos maiores investimentos municipais em Desporto, no interior de Portugal. É constituído por um relvado natural rodeado por uma pista sintética de oito corredores e quatro torres de iluminação, tendo também uma bancada com uma capacidade total de 2 000 espectadores, com um terço dos lugares cobertos, cinco camarotes, três cabinas de reportagem para rádio e televisão, oito balneários, uma sala de jacuzzi e parque de estacionamento para mais de 600 veículos.
O complexo tem um horário aberto ao publico para a utilização dos residentes da cidade, que é de segunda-feira a sexta-feira, das 9:00 às 13:00 horas e 17:00 às 21:30 horas e encontra-se encerrado ao público nos sábados, domingos e feriados podendo apenas ser utilizado para cedências previamente autorizadas pela Autarquia. Do mesmo modo, os balneários existentes podem apenas ser utilizados no âmbito das cedências previamente autorizadas.

## Utilização
O relvado é utilizado pelas equipas do Rugby Clube de Elvas ou RCE, onde a equipa principal masculina joga no Campeonato Nacional da 2ª Divisão de Rugby. A pista é utilizada pelas equipas de atletismo do concelho e ainda pelas suas escolas para a prática dos torneios do desporto escolar.  
A equipa principal do clube de futebol, O Elvas, tem se vindo a usufruir do relvado natural do complexo, enquanto o seu estádio sofre remodelações extremamente necessárias para a prática do desporto de forma segura. A equipa treina e prepara os seus jogos do Campeonato de Portugal no estádio, o que tem levado a alterações nos horários de utilização livre ao público geral.
O estádio chega ainda a receber jogos das camadas jovens da seleções portuguesa e competições entre seleções das associações de futebol de cada distrito, pois é um dos únicos relvados naturais operacional no distrito de Portalegre, que é requerido para jogos oficiais das seleções. Em 2017 recebeu o Torneio Lopes da Silva Interassociações. 
Fora do desporto, os cursos profissionais do Instituto Politécnico de Portalegre utilizam a sala do 1º piso e a pista e a relvas do Estádio nas segundas e terças quando não houver treinos de futebol e sextas-feiras à tarde. 
Esta infraestrutura tem desempenhado um papel fundamental na promoção do desporto e da atividade física na região, oferecendo condições de qualidade para atletas e público em geral. 